# Вошингтон Хајтс (Њујорк)
Вошингтон Хајтс (енгл. Washington Heights) насељено је место без административног статуса у америчкој савезној држави Њујорк.

## Демографија
По попису из 2010. године број становника је 1.689, што је 371 (28,1%) становника више него 2000. године.
| Група             | 2000.         | 2010.       |
| Белци             | 1.027 (77,9%) | 860 (50,9%) |
| Афроамериканци    | 102 (7,7%)    | 275 (16,3%) |
| Азијати           | 20 (1,5%)     | 54 (3,2%)   |
| Хиспаноамериканци | 140 (10,6%)   | 501 (29,7%) |
| Укупно            | 1.318         | 1.689       |